# Green Hill Zone
Green Hill Zone — ou simplement Green Hill — est une zone de jeu présente dans plusieurs jeux de la franchise Sonic the Hedgehog. Elle apparaît pour la première fois en 1991 dans le premier jeu de la série, Sonic the Hedgehog.
Green Hill est notamment caractérisée par un sol en damier et de nombreux loopings, palmiers et cascades. Ces éléments, qui lui sont d'abord propres, sont repris dans d'autres jeux de la franchise pour concevoir d'autres zones, à commencer par Emerald Hill Zone dans Sonic the Hedgehog 2.
Outre ses occurrences récurrentes dans les jeux vidéo de la franchise, elle est adaptée à plusieurs reprises dans d'autres médias et apparaît dans des jeux vidéo indépendants de la série, ce qui en fait la zone la plus emblématique de la franchise.

## Généralités
Une « zone » est, dès les premiers jeux Sonic, un environnement fictif parcouru par le joueur au cours de niveaux d'un jeu vidéo de la franchise du même nom. Une zone est souvent riche en plate-formes, sans que celles-ci n'occupent l’entièreté du lieu pour autant. Dans plusieurs jeux Sonic, chaque zone se subdivise en deux ou trois niveaux, appelés « actes », afin de faire la distinction avec la zone. En effet, une zone est un territoire fictif parcouru par le joueur alors qu'un acte est un niveau, qui se déroule dans une zone.[incompréhensible] À la fin de la traversée de la zone, le personnage affronte un boss,,.

## Apparitions dans les jeux vidéoSonic the Hedgehog
Green Hill est une zone récurrente dans la série de jeux Sonic. Elle est en effet présente dans plus d'une quinzaine de jeux.

### Dans la série principale
| 1991 | Sonic the Hedgehog (16 bits) |
| 1991 | Sonic the Hedgehog (8 bits)  |
| 1992 |                              |
| 1993 | Sonic Chaos                  |
| 1994 |                              |
| 1995 |                              |
| 1996 | Sonic Blast                  |
| 1997 |                              |
| 1998 |                              |
| 1999 |                              |
| 2000 |                              |
| 2001 | Sonic Adventure 2            |
| 2001 | Sonic Advance                |
| 2002 |                              |
| 2003 |                              |
| 2004 |                              |
| 2005 |                              |
| 2006 |                              |
| 2007 |                              |
| 2008 | Sonic Chronicles             |
| 2009 |                              |
| 2010 |                              |
| 2011 | Sonic Generations            |
| 2012 |                              |
| 2013 |                              |
| 2014 |                              |
| 2015 |                              |
| 2016 |                              |
| 2017 | Sonic Mania                  |
| 2017 | Sonic Forces                 |
| 2018 |                              |
| 2019 |                              |
| 2020 |                              |
| 2021 |                              |
| 2022 | Sonic Frontiers              |

- gameplay en 2D
- gameplay en 3D
- gameplay hybride

#### Gameplayen deux dimensions
Green Hill apparaît pour la première fois dans Sonic the Hedgehog, premier du nom, dans sa version 16 bits : les niveaux du début du jeu s'y déroulent. Cette première version de la zone en détermine les éléments qui deviendront récurrents dans les jeux ultérieurs. Parmi ces particularités de l'environnement se trouvent notamment un grand nombre de pentes, les palmiers aux feuilles pointues, les cascades en arrière-plan ou encore le sol en damier, ainsi que quelques totems énigmatiques[Interprétation personnelle ?]. De plus, dans l'univers des jeux de la franchise, Green Hill est présentée comme se situant sur South Island.
La zone apparaît également dans Sonic 1 (8 bits). Dans cette version de la zone, les montagnes de l'arrière-plan semblent plus éloignées que dans la version du jeu en 16 bits.
Elle se retrouve dans Sonic Chaos, mais sous un nom particulier, Mecha Green Hill Zone ; elle est alors la quatrième zone du jeu. En effet, dans ce jeu, Eggman a mécanisé Green Hill. Le changement se manifeste au niveau du sol et des plantes, qui sont couverts d'un revêtement métallique. Autre modification, l'eau des cascades est remplacée par une sorte de pétrole.
En 1996, Green Hill apparaît dans Sonic Blast. C'est sa dernière occurrence au cours de l'ère dite « classique »[réf. souhaitée], de Sonic. L'apparence visuelle de la zone est en outre beaucoup plus réaliste que dans les jeux précédents : par exemple, le sol n'est plus caractérisé par sa structure typique en damier.
C'est la première zone de Sonic Mania, sorti en 2017. Cette nouvelle version de Green Hill reprend l'apparence visuelle globale de la version développée dans le premier jeu. Elle comprend toutefois quelques ajouts. Par exemple, le deuxième acte commence avec une tyrolienne et Sonic doit traverser un bassin dans lequel il peut se noyer, alors que l'eau des cascades n'était qu'un élément du décor dans les jeux précédents.

#### Gameplayen trois dimensions
Dans Sonic Adventure 2, un niveau bonus secret, distinct du scénario du jeu, permet au joueur de parcourir Green Hill. Pour le déverrouiller, il doit récupérer cent quatre-vingts emblèmes obtenus par l'accomplissement de missions données au cours du jeu ou en gagnant des courses dans le Chaos Garden, une mécanique propre à ce jeu. Pour l'occasion, l'environnement de Green Hill est pour la première fois modélisé en 3D,.
Green Hill apparaît par ailleurs dans Sonic Advance sous un nom un peu différent, Neo Green Hill Zone. Elle se situe, là encore, au début du jeu. Cet environnement littoral a une apparence visuelle correspondant à une partie des principales caractéristiques de Green Hill[Lesquelles ?],.
La zone est aussi présente dans Sonic Chronicles. Elle n'est pas située dans South Island mais près d'une importante ville, Central City. Elle y possède une apparence plus réaliste que la majorité de ses autres apparitions mais conserve les marques les plus caractéristiques comme les palmiers aux feuilles typiques et le sol en damier.
Dans la série Super Smash Bros., depuis la sortie de Super Smash Bros. Brawl, Green Hill réapparait en 3D en conservant son apparence du premier jeu de la série et comme dans Sonic Adventure 2 mais les déplacements des personnages sont en 2D et il arrive parfois que Tails, Knuckles et Silver apparaissent en courant dans le looping situé dans le décor.

#### Gameplayhybride
Green Hill est la première zone de Sonic Generations. C'est un des éléments repris des anciens jeux, comme la version issue des jeux des années 1990, Classic Sonic. La partie du jeu qui se déroule à Green Hill est séparée en plusieurs phases : les parties avec un gameplay en deux dimensions font intervenir Classic Sonic tandis que les parties en 3D se jouent avec Modern Sonic, la version de Sonic présente depuis Sonic Adventure[incompréhensible],.
Green Hill apparaît dans Sonic Forces. Une partie de la zone y est représentée dégradée et presque désertique. Comme dans Sonic Generations, il y a deux types de niveaux : ceux à gameplay en deux dimensions avec Classic Sonic, et ceux à gameplay en trois dimensions avec Modern Sonic,.
Green Hill est accessible dans Sonic Frontiers à travers le Cyberespace, une mécanique de jeu qui permet au joueur d'explorer certains environnements issus des anciens jeux, bien qu'il se déroule dans un archipel inédit, Starfall Islands. Green Hill est même la zone qui apparaît le plus dans le Cyberespace, suivie de Sky Sanctuary et de Chemical Plant,,.

### Apparitions hors série principale
Green Hill est présente dans Sonic Drift, à l'image d'autres premières zones de la franchise telles Marble Zone ou Spring Yard Zone. Des circuits du jeu, parcourus par le joueur à bord d'un véhicule de course, reprennent en effet les caractéristiques des zones du premier jeu de la franchise.
Green Hill est accessible dans le jeu sur smartphone Sonic Dash. Elle fait partie des huit zones à débloquer. Cependant, le thème caractéristique de Green Hill est absent du jeu, la musique y étant celle du menu du jeu[Quoi ?].

### Zones similaires dans d'autres jeux de la franchise
En plus des apparitions de Green Hill en tant que telle, les zones similaires et occupant le même rôle d'ouverture de jeu dans les autres jeux de la franchise, parmi lesquelles Emerald Hill Zone, Mushroom Hill Zone, Splash Hill Zone ou encore Windy Hill Zone, peuvent être considérées comme des variantes de Green Hill,.
De même, Yoshi's Island Zone, une référence au jeu vidéo Yoshi's Island présente dans Sonic Lost World, semble être à la fois inspirée du jeu duquel le nom de la zone vient et de Green Hill, reprise classiquement dans les jeux Sonic.
Green Hills Zone est la quatrième zone de Sonic 2 (8 bits). Le nom de cette zone porte à confusion, puisque son apparence évoque l'Emerald Hill Zone, de Sonic 2 (16 bits), plutôt que Green Hill, d'où l'utilisation du pluriel à Hills.

## Concept et création
Le principal développeur du jeu vidéo Yuji Naka explique que l'apparence de Green Hill est inspirée du travail de l'artiste de pop art Eizin Suzuki (ja) connu ses peintures de paysages de la Californie,.
Le thème musical de Green Hill est composé en 1991 par Masato Nakamura, leader du groupe Dreams Come True à l'occasion du premier jeu de la franchise. Masato Nakamura s'explique au sujet de la conception des thèmes des premiers jeux Sonic en affirmant qu'en découvrant le jeu Sonic il a trouvé qu'il ressemblait à un film. Il a donc considéré qu'il devait composer les musiques comme si elles étaient destinées à un film et non à un jeu. Green Hill est l'un des thèmes majeurs composés par Masato Nakamura pour Sonic.
Le premier niveau mettant en scène Green Hill, l'acte I de la zone dans le premier jeu, utilise une carte de dimensions 7 872 × 512 pixels pour 984 × 64 motifs, qui, sans compression, occuperait 61 Ko, alors même que la mémoire morte de la cartouche a une de capacité de stockage de 256 Ko.
Lors d'un entretien, Takashi Iizuka explique que Green Hill n'apparaît pas dans Sonic Superstars parce que les développeurs cherchent à « créer quelque chose de nouveau » sans reprendre aucune zone des anciens jeux, contrairement à ce qui a été fait dans plusieurs des jeux qui précèdent Sonic Superstars,.

## Promotion
Le 12 août 2010, soit quelques mois avant la sortie de Sonic Colours, des employés de Sega profitent des vacances de l'un de leurs collègues, Aaron Webber, pour décorer son bureau en reprenant les éléments caractéristiques de Green Hill. Cette décoration se compose par exemple de représentations des chemins creusés dans le sol de la zone ou encore des palmiers caractéristiques de Green Hill,.
Le 2 novembre 2011, Sega annonce des concours de speedrun sur une démo de la partie 3D du niveau de Green Hill de Sonic Generations. Un premier concerne les États-Unis et le Canada, un deuxième le Royaume-Uni et un troisième le Mexique,.
Le 25 avril 2017, dans le cadre de la promotion du jeu alors à venir Sonic Forces, Sega publie en guise de bande-annonce une courte vidéo de Let's Play d'un niveau se déroulant à Green Hill, en deux dimensions,,.

## Adaptations et reprises

### Jeux vidéo
Green Hill est l'une des deux zones de Sonic qui apparaissent dans Super Smash Bros. La seconde est Windy Hill Zone, alors plus récente, mais, comme sa principale inspiration Green Hill, elle se compose d'un sol en damier incurvé couvert d'herbe.
Dès le 24 juin 2021, un DLC du jeu vidéo Minecraft, sorti en 2009, propose d'incarner le personnage de Sonic, avec l'apparence caractéristique de Minecraft. Le joueur peut se rendre dans les reconstitutions respectives de zones de la franchise, dont Green Hill,,,.

### Cinéma
Parmi les premières images présentées pour la promotion du film de 2020 intitulé Sonic, le film, après le changement du design du hérisson bleu, certaines suggéraient que des événements du film se dérouleraient à Green Hill,.
Cependant, Green Hill apparaît au début du film, avant que le protagoniste ne soit forcé de la quitter pour vivre près d'une ville appelée « Green Hills ». Le nom de ce village du film est une référence à la zone. La présence de ce village au nom proche de celui de la zone, au pluriel près, est dès 2018 l'une des premières révélations concernant l'intrigue du film. En effet, le nom du village est visible dans des photographies du tournage publiées dans le cadre de la promotion du film.

### Figurines
En janvier 2022, Lego met en vente une nouvelle boîte de sa gamme Lego Ideas sous le numéro 21331 « Sonic the Hedgehog - Green Hill Zone ». Selon le site Internet Tom's Guide, la construction des figurines est laborieuse et Eggman est mal conçu, mais le site salue en parallèle le fait qu'il s'agit d'un set Sonic et qu'il peut être assemblé avec d'autres constructions, non-officielles. La critique du site Internet IGN sur cette boîte est plus positive, donnant comme qualité parmi d'autres le rendu de l'effet en deux dimensions ou le caractère nostalgique par exemple. Le site Internet Jeuxvideo.com aussi énonce une critique très positive, s'appuyant surtout sur les détails de fidélité au jeu vidéo original, tels les anneaux ou les téléviseurs. De son côté, le site Internet Kotaku propose une critique plus mitigée, en louant une structure simple de la construction mais en reprochant des choix dans l'utilisation des autocollants dans le set,,,.
En 2021, Jakks Pacific commercialise deux jouets représentant des zones. Le premier figure Green Hill, accompagnée d'une figurine de Sonic sous sa forme moderne,,.

### Musique

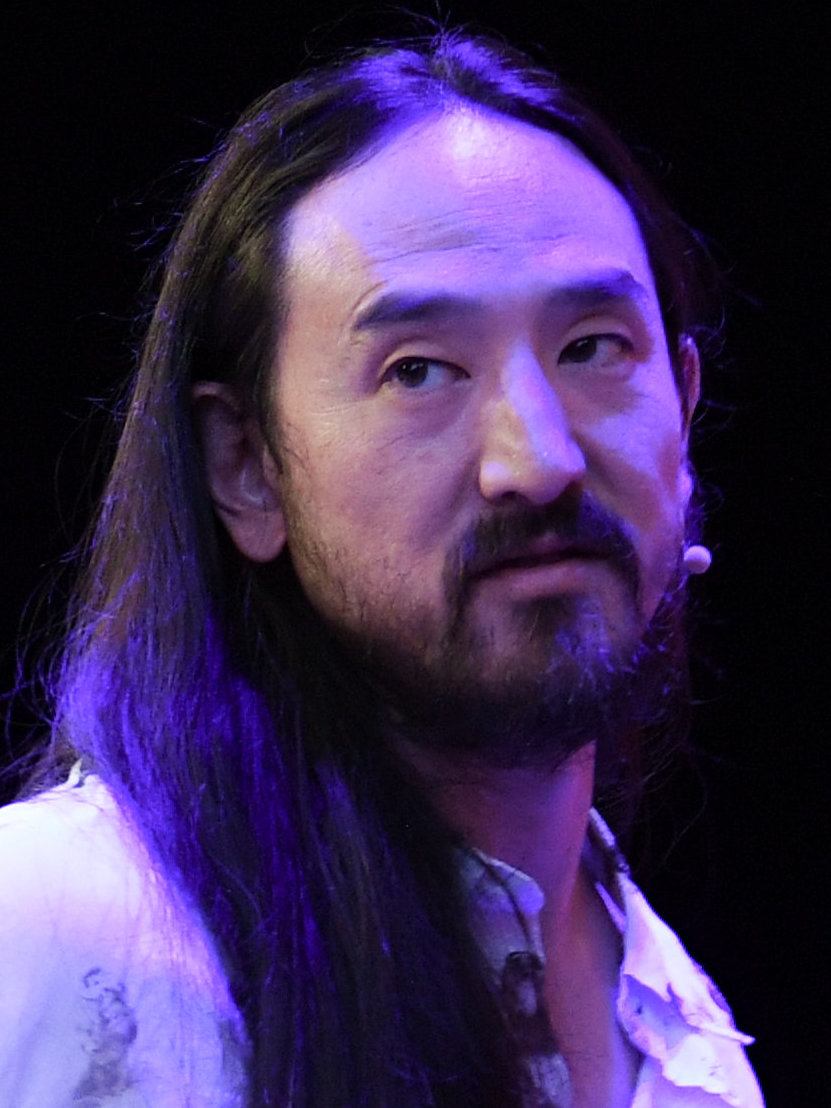
Steve Aoki, a organisé un concert virtuel pour les 30 ans de Sonic the Hedgehog

Le 30 novembre 2021, jour de son anniversaire et année des 30 ans de Sonic, le DJ et producteur Steve Aoki propose un concert virtuel d'une durée d'une heure, accessible depuis YouTube et Twitch. Il y inclut des chansons qu'il a réalisées et des remix de musiques caractéristiques de la franchise, sur fond d'images de zones telle Green Hill,,.
La même année, le groupe de J-pop Dreams Come True de Masato Nakamura, à l'origine des musiques des premiers jeux de la franchise et détenteur des droits sur celles-ci, publie un nouvel album, dans lequel se trouve une chanson intitulée Tsugino Seno! De - On The Green Hill, un remix du thème musical de Green Hill avec des paroles qui n'ont cependant rien à voir avec Sonic. Quelques mois après, un clip correspondant à cette chanson est mis en ligne. Il comporte plusieurs références à Sonic.

### Aires de jeu
Le centre commercial Vila Vella, au Brésil, propose lors du trentième anniversaire de la franchise une aire de jeu qui représente l'environnement de Green Hill, avec par exemple des toboggans pour les loopings caractéristiques.

## Accueil
Selon un article du site MakeUseOf, Green Hill permet aux joueurs de comprendre la particularité du jeu de plate-forme caractérisé par la rapidité, qui fait la réputation du premier jeu de la franchise. Le même article le classe parmi les cinq meilleurs niveaux de jeux vidéo et « la raison pour laquelle les enfants voulaient une Mega Drive »,.
Selon un article du site TheGamer, Green Hill est le meilleur niveau de Sonic. Il y est expliqué que cet environnement est typiquement nostalgique pour les fans de la franchise et leur plaît particulièrement.
Selon Benjamin Benoît, une apparition de Green Hill dans un nouveau jeu est toujours agréable pour le joueur et parcourir cette zone « constitue un plaisir pour les yeux ».
Un journaliste du site IGN compare les apparitions récurrentes de Green Hill dans Sonic, en particulier depuis Sonic Generations, à celles de Tatooine dans les œuvres Star Wars de la même période.